# Џоинт
Џоинт је жаргонски израз за сролану цигарету у којој има канабиса. Ризле су папир који се најчешће користи за ролање у индустријски развијеним земљама. Међутим, у земљама трећег света џоинт се рола у папир од новина, у цигарете из којих се претходно извади дуван и филтар, АТМ папир, лишће манга и др. У Србији се у ту сврху користе ризле у највећем проценту, а нешто ређе се користи испражњена цигарета. Уместо стандардног филтра, ради већег протока дима, ставља се популарни флоп, односно картонски филтар који се прави од танког картона смотаног у облик шкољке од пужа. Џоинт може бити различите масе, обично са 0,25 до 1 грама канабиса у истом. Као алтернатива прављењу џоинта, канабис се може пушити и у лули.

## Етимологија
Реч џоинт је француског порекла, изведена од прошлог времена глагола joindre, што значи „спојити”. У српском сленгу користе се и други изрази као што су крџа, буксна, џокавац, справа, јинтџо (шатровачки), уинт за џоње (утровачки) и др.